# Mark de Cloe
Mark de Cloe (Zwijndrecht, 28 april 1969) is een Nederlands filmregisseur en scenarioschrijver.
De Cloe studeerde onder meer aan de Rietveld Academie en aan het Maurits Binger Instituut in Amsterdam. De Cloe begon met het maken van korte films en televisiefilms. Zijn eerste lange speelfilm is de verfilming van het boek Het leven uit een dag van A.F.Th. van der Heijden. De Cloe ontving diverse filmprijzen. Voor de jeugdfilm Rabarber ontving hij een Emmy Award.

## Filmografie
Een selectie van films die De Cloe maakte als regisseur:
- 1992: Lucky Strike (eindexamenfilm)

Grolsch Film Award
- 1994: Miss Blanche (tevens scenario en montage)
- 1997: Gitanes

NPS-prijs voor beste korte film
Cinema Prize  (Avanca Film Festival)
- 2001: Bonanza (televisiedocumentaireserie, 1 afl., tevens cinematografie, 1 afl.)
- 2001: Mercedes (Kort!, met o.a. Rifka Lodeizen)
- 2003: Vrijdag de 14e: Wake up call
- 2004-2005: Boy Meets Girl Stories (7 afl., tevens scenario 7 afl., producent 6 afl. en cinematografie 2 afl.)

NPS-prijs voor beste korte film (afl 28: Alleen)
- 2005: Lieve lust (tv-serie)
- 2005: Valse wals (tevens script)

Prix Italia
Nominatie Gouden Kalf
- 2006: Koppels (tv-serie, 2 afl.)
- 2006: One Night Stand: Zomerdag (korte tv-film)
- 2009: Life is Beautiful (serie korte tv-films, tevens scenario)

Nominatie Gouden Kalf
- 2009: Het leven uit een dag (tevens scenario)
- 2010: Shocking Blue (lange speelfilm)
- 2011: De sterkste man van Nederland (Telefilm)

Nominatie Emmy Award
Prix Europa
Silver Cairo
Nominatie Cinekid Film Award
Nominatie publieksprijs (Warsaw International Film Festival)
- 2012: Van God Los (televisieserie), 1 afl.
- 2013: Mannenharten

Nominatie Rembrandt Award
- 2014: Rabarber (Telefilm)

Emmy Award
Publieksprijs Cinekid
Just Film Award (Tallinn Black Nights Film Festival)
2014: Nieuwe buren
- 2015: Mannenharten 2
- 2017: Silk Road